# Ophiomastus ludwigi
Ophiomastus ludwigi är en ormstjärneart som beskrevs av Jean Baptiste François René Koehler 1900. Ophiomastus ludwigi ingår i släktet Ophiomastus och familjen fransormstjärnor. Inga underarter finns listade i Catalogue of Life.